# کندروسیت
کندروسیت (به انگلیسی: chondrocyte) به سلول یا یاخته غضروف گفته می‌شود. وظیفه کندروسیت ساخت و حفظ ماتریکس غضروف است که شامل کلاژن و اگریکان و سایر گلیکوپروتئینها می‌باشد.
بیماری آرتروز ناشی از مختل شدن و تغییر در فعالیت عادی کندروسیت می‌باشد که در اثر عوامل ژنتیکی یا آسیب‌های مکانیکی به غضروف ایجاد شده‌است.

## نگارخانه

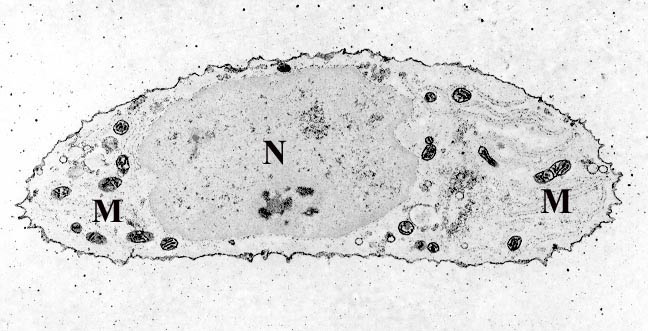